# Одбор за одбрану слободе мисли и изражавања
Одбор за одбрану мисли и изражавања основан је на иницијативу Добрице Ћосића, а био је скуп српских интелектуалаца који су имали за циљ да се боре против репресије комунистичког режима у бившој Југославији. Првобитни план академика Ћосића је био да Одбор има југословенски карактер, па је са Словенцем Тарасом Кермаунером и Хрватом Рудијем Супеком имао договор да свако у својој републици пошаље писма истакнутим интелектуалцима са позивом да се прикључе раду Одбора. Док је Ћосић наишао на више него добар одзив, Кармаунер је добио пристанак тринаест словеначких љубљанских интелектуалаца који су били спремни да се боре за грађанска права и слободу говора, ало нико од њих није био спреман да приступи југословенском Одбору, а Супек је изјавио да у Загребу нема никог осим њега ко би учествовао у том одбору. Стога су у одбор ушли само српски интелектуалци. Ћосић у својој књизи Пишчеви записи 1981—1991. на сто двадесет осмој страни, пише да ће настојати да у Одбор учлани и Војислава Коштуницу, до чега није дошло.
У Одбор су ушли:
- Добрица Ћосић, књижевник, члан САНУ
- Матија Бећковић, књижевник, члан САНУ
- Љубомир Тадић, проф. универзитета, члан САНУ
- Драгослав Михаиловић, књижевник, члан САНУ
- Мића Поповић, сликар, члан САНУ
- Коста Чавошки, научни радник, председник Српског филозофског друштва, члан САНУ
- Димитрије Богдановић, проф. универзитета, члан САНУ
- Никола Милошевић, проф универзитета, члан САНУ
- Танасије Младеновић, књижевник
- др Гојко Николиш, члан САНУ
- Предраг Палавестра, књижевник, члан САНУ
- Иван Јанковић, научни радник
- Неца Јованов, проф. универзитета
- Борислав Михајловић Михиз, књижевник
- Радован Самарџић, проф. универзитета, члан САНУ
- Драгослав Срејовић, проф. универзитета, члан САНУ
- Младен Србиновић, сликар, члан САНУ
- Михаило Марковић, проф. универзитета, члан САНУ
- Андрија Гамс, проф. универзитета